# 오데사주
오데사주(우크라이나어: Одеська область)는 우크라이나 남부에 위치한 주로 주도는 오데사이며 면적은 33,310km2, 인구는 2,392,200명(2009년 기준)이다.
서쪽으로는 몰도바, 남쪽으로는 루마니아와 국경을 접하며 북쪽으로는 빈니차주, 북동쪽으로는 키로보흐라드주, 동쪽으로는 미콜라이우주와 접한다. 2015년 5월부터 조지아의 전(前) 대통령인 미헤일 사카슈빌리가 주지사를 역임하고 있다.

## 같이 보기
- 헤르손현
- 부자크
- 트란스니스트리아
- 가가우지아
- 베사라비아

## 참고
1. ↑  (영어) The number of the actual population as of January 1, 2009 보관됨 2010-03-12 - 웨이백 머신,2010년 7월 4일 확인함
2. ↑  Порошенко у суботу на Одещині представить Саакашвілі